# Nathalie Kregbo
Nathalie Kregbo est une joueuse de handball de Côte d'Ivoire. 

## Clubs
- Rombo Sports

## Palmarès
- Médaille de bronze lors des Jeux panafricains 2007 à Alger[1]
- Médaille d'argent lors du Championnat d'Afrique des nations 2008.